# Cyananthea hydrothermala
Cyananthea hydrothermala är en havsanemonart som beskrevs av Doumenc och Van-Praët 1988. Cyananthea hydrothermala ingår i släktet Cyananthea och familjen Actinostolidae. Inga underarter finns listade i Catalogue of Life.